# WrestleMania X
WrestleMania X a fost cea de-a zecea ediție a pay-per-view-ului anual WrestleMania organizat de promoția World Wrestling Federation. A avut loc în arena Madison Square Garden din New York, New York pe data de 20 martie 1994.
Sloganele acestei ediții au fost Ten Years in the Making și Back on Broadway. Cele două meciuri de la această ediție contând pentru titlul WWF au avut loc datorită faptului că meciul Royal Rumble din acel an a avut doi câștigători - Bret Hart și Lex Luger - ambii cu dreptul la un meci pentru centură.
Înaintea evenimentului s-a efectut o tragere la sorți pentru a determina primul wrestler care își va încerca norocul într-un meci împotriva campionului Yokozuna. Sorții au decis ca Lex Luger să fie primul pretendent la titlul WWF. Bret Hart urma să dispute un meci împotriva fratelui său, Owen Hart, urmând să-l întâlnească ulterior pe câștigătorul întâlnirii Luger-Yokozuna, indiferent de rezultatul meciului său în compania lui Owen.

## Rezultate
- Dark match: The Heavenly Bodies (Jimmy Del Ray și Tom Prichard) (însoțiți de Jim Cornette) i-au învins pe The Bushwhackers (Luke Williams și Butch Miller)
  - Del Ray i-a aplicat pin-ul lui Butch.
- Owen Hart l-a învins pe Bret Hart (20:21)
  - Owen l-a numărat pe Bret, după ce fratele său a încercat un Victory Roll.
- Bam Bam Bigelow și Luna Vachon i-au învins pe Doink the Clown (Ray Apollo) și  Dink intr-un meci mixt pe echipe (6:09)
  - Bigelow l-a numărat pe Doink după ce i-a aplicat un Diving Headbutt.
- Randy Savage l-a învins pe Crush (însoțit de Mr. Fuji) într-un meci de tipul Falls Count Anywhere Match (9:49)
  - Savage l-a legat pe Crush în culisele arenei și l-a împiedicat astfel să ajungă în ring în intervalul regulamentar de 60 de secunde.
- Alundra Blayze a învins-o pe Leilani Kai, păstrând titlul WWF Women's Championship (3:20)
  - Blayze a câștigat prin pinfall, prin aplicarea unui Bridging German Suplex.
- Men on a Mission (Mabel și Mo) (însoțiți de Oscar) i-au învins pe campionii WWF pe echipe The Quebecers (Jacques și Pierre) (însoțiți de Johnny Polo) prin count-out (7:41)
  - The Quebecers au pierdut intenționat prin count-out, după ce Polo l-a tras pe Jacques din ring. În felul acesta, cei doi și-au păstrat titlurile pe echipe.
- Yokozuna (însoțit de Mr. Fuji și Jim Cornette) l-a învins pe Lex Luger prin descalificare, într-un meci în care arbitrul special a fost Mr. Perfect. Yokozuna și-a păstrat titlul WWF (14:40)
  - Mr. Perfect a decis să-l descalifice pe Luger din cauză că l-a îmbrâncit, după ce anterior Pefect refuzase să numere o încercare de pinfall a lui Luger.
- Earthquake l-a învins pe Adam Bomb (0:32)
  - Earthquake a câștigat prin pinfall, după ce i-a aplicat lui Bomb un Earthquake Splash.
  - Oponentul inițial al lui Earthquake ar fi trebuit să fie Ludvig Borga.
- Razor Ramon l-a învins pe Shawn Michaels (însoțit de Diesel) într-un Ladder match, păstrându-și titlul de campion intercontinental (18:47)
  - Ramon a reușit să urce scara și să recupereze cele două centuri, după ce Michaels a rămas agățat în corzile ringului.
  - Au existat două centuri suspendate, deoarece Michaels susținea că el este încă deținătorul titlului intercontinental, deși acesta i-a fost retras în urmă cu câteva luni.
- Bret Hart l-a învins pe Yokozuna (însoțit de Mr. Fuji și Jim Cornette), devenind noul campion WWF.  Meciul a avut un arbitru special în persoana lui Roddy Piper (10:38)
  - Hart a câștigat prin pinfall, după ce Yokozuna și-a pierdut echilibrul și a căzut de pe a doua coardă a ringului, după ce s-a lovit la cap de colțul ringului.

## Alți participanți
| Comentatori - Jerry "The King" Lawler - Vince McMahon Ring announcers - Bill Dunn - Howard Finkel Reporteri - Todd Pettengill | Arbitrii - Mike Chioda - Danny Davis - Jack Doan - Earl Hebner - Joey Marella |

## De reținut
- Little Richard a interpretat la începutul show-ului imnul "America the Beautiful"
- Aceasta a fost ultima ediție în care s-a folosit logo-ul WWF "Titan Sports", utilizat de la prima ediție a WrestleMania.
- Evenimentul a programat și un meci pe echipe a câte cinci wrestleri. Prima echipă, formată din I.R.S, Jeff Jarett, Rick Martel și The Headshrinkers urma să întâlnească echipa lui Tatanka, 1-2-3 Kid, Bob Holly și The Smokin' Guns. Meciul a fost însă anulat datorită unor certuri apărute în prima echipă, unde cei cinci wrestleri nu au putut ajunge la o înțelegere referitoare la persoana care va fi oficial șeful echipei. Meciul avea să se desfășoare după câteva săptămâni, în emisiunea Monday Night RAW.
- Ladder match-ul de la această ediție WrestleMania a fost primul meci de acest tip difuzat vreodată la televizor în cadrul spectacolelor World Wrestling Federation.
- Biletele pentru WrestleMania X s-au epuizat extrem de rapid, astfel încât organizatorii au decis ca spectacolul să fie proiectat în circuit închis și în Paramount Theater, o clădire adiacentă a Madison Square Garden.
- Printre celebritățile prezente s-au numărat Rhona Shear, Little Richard, Donnie Wahlberg, Burt Reynolds și Jennie Garth.